# Saxifraga bryoides
Saxifraga bryoides is een soort steenbreek. Ze kent in de Nederlandse taal verschillende namen: 'Gespikkelde steenbreek' of 'Gele mossteenbreek', ze worden allemaal gebruikt. De soortaanduiding bryoides betekent: als mos.

## Beschrijving
De 4–6 mm lange witte kroonbladen zijn aan de voet geel gespikkeld. De bloemen zijn meestal alleenstaand.
De bladen groeien in bolvormige rozetten van 1,5-2 (-6?) cm groot. De blaadjes zijn 2–7 mm lang en aan de rand stijf behaard.

## Verspreiding
Ze komt voor in de alpine en subalpine zones van de Europese gebergten op hoogten van 1800 tot 4000 meter. Ze is vrij algemeen in de Alpen, met uitzondering van de oostelijke
Kalkalpen en Slovenië. Hiernaast komt de plant voor in de Karpaten, Pyreneeën, Auvergne, Sudeten, Zevenburgen en Bulgarije.

## Onderzoek
Ursula Ladinig en Johanna Wagner deden onderzoek naar de overlevingsstrategie van deze bergplant, die 6 weken na het smelten van de sneeuw in bloei komt. Zij vonden onder andere dat de bladeren na de winter allen vervangen werden, en dat bloemknoppen, mits in een zeer vroeg stadium van ontwikkeling, de winter overleven om de volgende zomer tot bloei te komen.